# Ishigami Naoya
Ishigami Naoya (石神 直哉 Ishigami Naoya, sinh ngày 2 tháng 3 năm 1985 ở Kamisu, Ibaraki) là một cầu thủ bóng đá người Nhật Bản hiện tại thi đấu cho FC Maruyasu Okazaki.

## Thống kê sự nghiệp
Cập nhật đến ngày 23 tháng 2 năm 2018.
| Câu lạc bộ          | Mùa giải            | Giải vô địch | Giải vô địch | Cúp Hoàng đế Nhật Bản | Cúp Hoàng đế Nhật Bản | J. League Cup | J. League Cup | AFC     | AFC       | Khác1   | Khác1     | Tổng    | Tổng      |
| Câu lạc bộ          | Mùa giải            | Số trận      | Bàn thắng    | Số trận               | Bàn thắng             | Số trận       | Bàn thắng     | Số trận | Bàn thắng | Số trận | Bàn thắng | Số trận | Bàn thắng |
| ------------------- | ------------------- | ------------ | ------------ | --------------------- | --------------------- | ------------- | ------------- | ------- | --------- | ------- | --------- | ------- | --------- |
| Kashima Antlers     | 2007                | 10           | 0            | 0                     | 0                     | 3             | 0             | –       | –         | –       | –         | 13      | 0         |
| Kashima Antlers     | 2008                | 4            | 0            | 0                     | 0                     | 0             | 0             | 1       | 0         | –       | –         | 5       | 0         |
| Cerezo Osaka        | 2009                | 50           | 5            | 0                     | 0                     | –             | –             | –       | –         | –       | –         | 50      | 5         |
| Cerezo Osaka        | 2010                | 14           | 1            | 2                     | 0                     | 4             | 0             | –       | –         | –       | –         | 20      | 1         |
| Shonan Bellmare     | 2011                | 25           | 0            | 2                     | 0                     | –             | –             | –       | –         | –       | –         | 27      | 0         |
| Oita Trinita        | 2012                | 39           | 1            | 0                     | 0                     | 0             | 0             | –       | –         | 1       | 0         | 40      | 1         |
| Tokyo Verdy         | 2013                | 32           | 1            | 1                     | 0                     | –             | –             | –       | –         | –       | –         | 33      | 1         |
| V-Varen Nagasaki    | 2014                | 20           | 2            | 0                     | 0                     | –             | –             | –       | –         | –       | –         | 20      | 2         |
| V-Varen Nagasaki    | 2015                | 11           | 0            | 1                     | 0                     | –             | –             | –       | –         | –       | –         | 12      | 0         |
| Giravanz Kitakyushu | 2016                | 23           | 2            | 0                     | 0                     | –             | –             | –       | –         | –       | –         | 23      | 2         |
| Giravanz Kitakyushu | 2017                | 7            | 0            | 2                     | 0                     | –             | –             | –       | –         | –       | –         | 9       | 0         |
| Tổng cộng sự nghiệp | Tổng cộng sự nghiệp | 235          | 12           | 8                     | 0                     | 7             | 0             | 1       | 0         | 1       | 0         | 251     | 12        |

1Bao gồm Promotion Playoffs to J1.

## Danh hiệu

### Kashima Antlers
- J1 League (2): 2007, 2008